# 직시 (음악 그룹)
직시는 대한민국의 록 밴드다. 2020년 싱글 <우린 잃을게 없어>로 데뷔했다.

## 음반
- 우린 잃을게 없어 (2020)
- 네가 떠나고 새벽 네시 반 (2020)
- KASA Sampler 2020 (2021)
- Mirror (2023)